# Giuseppina Vannini
Giuseppina Vannini, F.S.C., rodným jménem Giuditta (7. července 1859, Řím – 23. února 1911, Řím) byla italská římskokatolická řeholnice, spoluzakladatelka a členka kongregace Dcer svatého Kamila. Katolická církev ji uctívá jako světici.

## Život
Narodila se dne 7. července 1859 v Římě rodičům Angelu Vanninimu a Annunziatě Papi. Její křest byl slaven 8. července téhož roku v bazilice Sant'Andrea delle Fratte v Římě. Roku 1863 jí zemřel otec a matka se v roce 1865 znovu provdala, avšak rok poté také zemřela. Poté byla oddělena od svých sourozenců a umístěna do jednoho z římských sirotčinců, vedeného sestrami vincentkami, do jejichž řádu se během svého pobytu v sirotčinci rozhodla vstoupit. První svaté přijímání přijala spolu se svátostí biřmování dne 19. března 1873.
Dne 3. března 1883 zahájila u sester vincentek svůj noviciát, avšak kvůli jejímu špatnému zdraví byla z noviciátu roku 1887 propuštěna, což ji velmi zarmoutilo. Roku 1891 se setkala s knězem bl. Luigim Tezzou, který se stal jejím zpovědníkem a duchovním vůdcem. Ten ji seznámil se svou vizí nové ženské řeholní kongregace, kterou by jí pomohl založit a do níž by mohla sama vstoupit. Ta jeho nabídku přijala a společně pracovali na jejím založení. Formálně byla kongregace Dcer svatého Kamila, pojmenovaná na počest sv. Kamila de Lellis, jimi založena roku 1892. Za cíl má péči o nemocné a umírající. Po založení byla zvolena generální představenou kongregace.
Zemřela dne 3. února 1911 v Římě.

## Úcta
Její beatifikační proces byl zahájen dne 8. června 1955, čímž obdržela titul služebnice Boží. Papež sv. Jan Pavel II. ji dne 7. března 1992 podepsáním dekretu o jejích hrdinských ctnostech prohlásil za ctihodnou. Dne 23. prosince 1993 byl uznán první zázrak na její přímluvu, potřebný pro její blahořečení.
Blahořečena byla dne 16. října 1994 na Svatopetrském náměstí papežem sv. Janem Pavlem II.
Dne 13. května 2019 byl uznán druhý zázrak na její přímluvu, potřebný pro její svatořečení. Svatořečena byla spolu s několika dalšími světci taktéž na Svatopetrském náměstí dne 13. října 2019 papežem Františkem.
Její památka je připomínána 23. února. Je zobrazována v řeholním oděvu.